# Мохаве (Каліфорнія)
Мохаве (англ. Mojave) — переписна місцевість (CDP) в США, в окрузі Керн штату Каліфорнія. Населення — 4699 осіб (2020).

## Географія
Мохаве розташоване за координатами 35°0′54″ пн. ш. 118°11′25″ зх. д. / 35.01500° пн. ш. 118.19028° зх. д. (35.015002, -118.190219). За даними Бюро перепису населення США в 2010 році переписна місцевість мала площу 151,19 км², з яких 150,97 км² — суходіл та 0,22 км² — водойми.

### Клімат
| Клімат : Мохаве                           | Клімат : Мохаве | Клімат : Мохаве | Клімат : Мохаве | Клімат : Мохаве | Клімат : Мохаве | Клімат : Мохаве | Клімат : Мохаве | Клімат : Мохаве | Клімат : Мохаве | Клімат : Мохаве | Клімат : Мохаве | Клімат : Мохаве | Клімат : Мохаве |
| Показник                                  | Січ.            | Лют.            | Бер.            | Квіт.           | Трав.           | Черв.           | Лип.            | Серп.           | Вер.            | Жовт.           | Лист.           | Груд.           | Рік             |
| Середній максимум, °C                     | 14,1            | 16,2            | 17,9            | 21,6            | 26,6            | 32              | 36              | 35,4            | 31,6            | 25,9            | 18,4            | 14,1            | 24,2            |
| Середня температура, °C                   | 7,1             | 9,1             | 10,9            | 14,1            | 19              | 24              | 27,8            | 26,9            | 23,1            | 17,5            | 11              | 7,1             | 16,5            |
| Середній мінімум, °C                      | 0,2             | 2,1             | 3,9             | 6,7             | 11,4            | 16,1            | 19,6            | 18,5            | 14,6            | 9,1             | 3,7             | 0,1             | 8,9             |
| Норма опадів, мм                          | 30              | 29              | 25              | 10              | 4               | 1               | 3               | 5               | 7               | 6               | 21              | 22              | 163             |
| ----------------------------------------- | --------------- | --------------- | --------------- | --------------- | --------------- | --------------- | --------------- | --------------- | --------------- | --------------- | --------------- | --------------- | --------------- |
| Джерело: Climate-Data.org, altitude: 845m |                 |                 |                 |                 |                 |                 |                 |                 |                 |                 |                 |                 |                 |

## Демографія
Згідно з переписом 2010 року, у переписній місцевості мешкало 4238 осіб у 1525 домогосподарствах у складі 1013 родин. Густота населення становила 28 осіб/км². Було 1817 помешкань (12/км²).
Расовий склад населення:
| - 56,2 % — білих - 15,1 % — чорних або афроамериканців - 1,3 % — корінних американців - 1,3 % — азіатів - 0,4 % — вихідців з тихоокеанських островів - 20,5 % — осіб інших рас |

До двох чи більше рас належало 5,3 %. Частка іспаномовних становила 37,6 % від усіх жителів.
За віковим діапазоном населення розподілялося таким чином: 30,6 % — особи молодші 18 років, 59,0 % — особи у віці 18—64 років, 10,4 % — особи у віці 65 років та старші. Медіана віку мешканця становила 31,0 року. На 100 осіб жіночої статі у переписній місцевості припадало 102,3 чоловіків; на 100 жінок у віці від 18 років та старших — 96,8 чоловіків також старших 18 років.
Середній дохід на одне домашнє господарство становив 45 222 долари США (медіана — 36 250), а середній дохід на одну сім'ю — 50 527 доларів (медіана — 45 659). Медіана доходів становила 37 500 доларів для чоловіків та 27 823 долари для жінок. За межею бідності перебувало 31,1 % осіб, у тому числі 37,7 % дітей у віці до 18 років та 23,8 % осіб у віці 65 років та старших.
Цивільне працевлаштоване населення становило 1559 осіб. Основні галузі зайнятості: виробництво — 18,9 %, роздрібна торгівля — 11,8 %, мистецтво, розваги та відпочинок — 10,4 %, транспорт — 9,1 %.